# Dirka po Franciji 1904
Dirka po Franciji 1904 je bila 2. dirka po Franciji, ki je potekala od 2. do 24. julija 1904. Trasa dirke je bila ista kot na prvem Touru, Maurice Garin pa je ponovil uspeh s prejšnje dirke z majhno prednostjo pred Lucienom Pothierom. Hippolyte Aucouturier je zmagal na štirih od šestih etap. 
Vendar pa je dirka je postala žrtev lastnega uspeha, preplavljena s škandali. Med samo dirko je bilo izključenih devet kolesarjev zaradi nezakonite uporabe avtomobilov ali vlakov. Preiskovalni odbor Francoske kolesarske zveze (UVF) je ob zaslišanju več tekmovalcev in gledalcev - prič v decembru 1904 diskvalificiral vse etapne zmagovalce kot tudi prve štiri uvrščene (Maurice Garin, Lucien Pothier, César Garin, and Hippolyte Aucouturier). Peto uvrščeni Henri Cornet je tako v starosti 20 let postal najmlajši zmagovalec Toura. Deset diskvalificiranih kolesarjev je dobilo prepoved nastopanja za eno leto, Garin dve, medtem ko sta dva kolesarja dobila dosmrtno prepoved nastopanja.
Ekipno zmago je doseglo kolesarsko moštvo La Française.

## Pregled
| Kategorije                          | Podatki     |
| ----------------------------------- | ----------- |
| Začetek-konec                       | Pariz-Pariz |
| Dolžina (km)                        | 2.420       |
| Število etap                        | 6           |
| Povprečna hitrost zmagovalca (km/h) | 25,265      |
| Kolesarjev                          | 88          |
| Tekmo končalo                       | 27          |

| Etapa | Datum     | Start in cilj        | Dolžina | Etapni zmagovalec        | Vodeči              |
| 1     | 2. julij  | Pariz - Lyon         | 467 km  | Michel Frédérick         | Michel Frédérick    |
| 2     | 9. julij  | Lyon - Marseille     | 374 km  | Antoine Fauré            | Emile Lombard       |
| 3     | 13. julij | Marseille - Toulouse | 423 km  | Henri Cornet             | Henri Cornet        |
| 4     | 17. julij | Toulouse - Bordeaux  | 268 km  | François Beaugendre      | François Beaugendre |
| 5     | 20. julij | Bordeaux - Nantes    | 425 km  | Jean-Baptiste Dortignacq | Henri Cornet        |
| 6     | 23. julij | Nantes - Pariz       | 471 km  | Jean-Baptiste Dortignacq | Henri Cornet        |